# تاتارها
تاتارها (تاتار: Tatarlar / Татарлар)، یکی از اقوام ترک‌تبار هستند، که محل اصلی سکونت آن‌ها جمهوری تاتارستان در غرب مرکزی فدراسیون روسیه و بخش‌هایی از سیبری و آسیای میانه است. جمعیت تاتارهای روسیه در سرشماری سال ۲۰۰۲ روسیه ۵٬۵۴۵٬۶۰۱ نفر اعلام شده است. تاتارهای تاتارستان که به تاتارهای قازان هم معروف هستند. شاخه اصلی قوم تاتار را تشکیل می‌دهند که به زبان تاتاری از شاخه قبچاق خانواده زبان‌های ترکی صحبت می‌کنند.
اقلیتی از تاتارها علاوه بر روسیه در کشورهای ازبکستان، قزاقستان، قرقیزستان، ترکمنستان، افغانستان، تاجیکستان، اوکراین، آذربایجان و ایران نیز سکونت دارند.

موقعیت جمهوری خودمختار تاتارستان

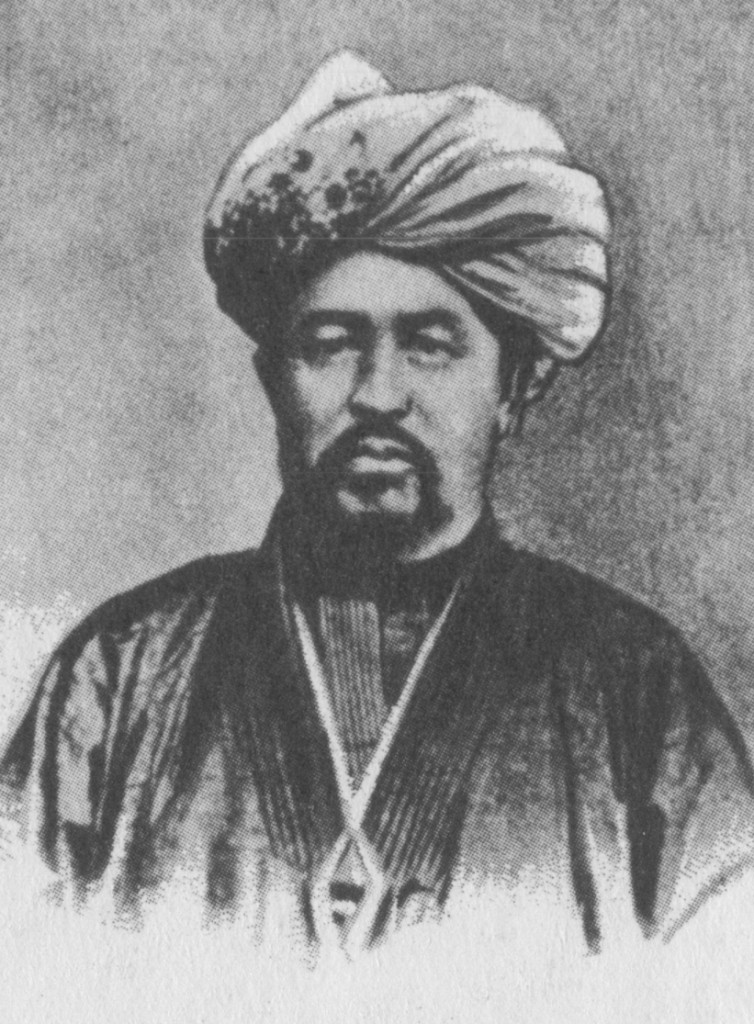
شهاب‌الدین مرجانی از نویسندگان تاتار

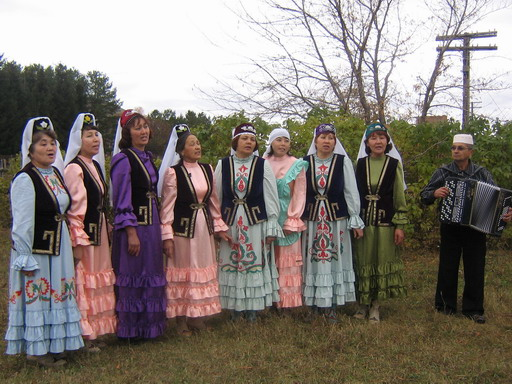
تاتارهای سیبری

## نام
نام تاتار به برخی از اقوام صحرانورد آسیای شمالی و مرکزی، که از قرن هفتم به همة اقوام مغول و ترک تشکیل‌دهندة سپاه چنگیزخان و اخلافش در غرب آسیا و اروپا اطلاق شده است‌واژه تاتار برگرفته از عبارات و متون باستانی چین است که حکایت از قومی دارد که در این مناطق سکنی داشته‌اند. از نام‌های دیگر این مردمان که در نوشته‌های چینی ضبط شده است می‌توان تاتان و داتان را نام برد. نام تاتار برای قبایلی که در سپاه گونش خان در پیکار و جنگ با روس‌های و مجارها شرکت داشتند، توسط اروپاییها به کار برده می‌شد. برخی از محققان واژه تاتار را ترکیبی از واژه تات (به معنی بیگانه و غیرخودی) و ار (به معنی مرد و مردم) می‌دانند.
طبق فرهنگ لغت انگلیسی آکسفورد تاتار نامی برای جمعیت‌های گروه ترکان طلایی سابق در اروپا شد، مانند جمعیت خانات‌های کازان، کریمه، آستاراخان، قاسم و سیبری سابق. شکل تارتار ریشه در لاتین یا فرانسوی دارد و از زبان ترکی و فارسی به زبان‌های اروپای غربی می‌آید (تاتار، «پیام‌آور سوار»). از ابتدا، r اضافی در اشکال غربی وجود داشت و این به احتمال زیاد به دلیل ارتباط با تارتاروس بود.
(Ochir (2016 بیان می‌کند که تاتارهای سیبری و تاتارهایی که در قلمروهای بین آسیا و اروپا زندگی می‌کنند منشأ ترکی دارند، نام تاتار را بعداً به دست آوردند و ارتباط اجدادی با تاتارهای مغولی اردوی زرین ندارند، که قومیت آنها شامل مردم مغول می‌شود. مغولی‌هایی که در قرون ۶ تا ۸ بر آنها حکومت می‌کردند. پاو (۲۰۱۹) پیشنهاد می‌کند که مردم ترک‌زبان کومانیا، به عنوان نشانه ای از وفاداری سیاسی، نام تاتار فاتحان مغول خود را انتخاب کردند، قبل از اینکه در نهایت فرهنگ و زبان فاتحان مغول خود را دربر گیرند.
این اصطلاح در اصل فقط یک نام مستعار نیست، زیرا نیروهای اردوی زرین خود را تاتار می‌نامیدند. همچنین نام مستعار تعدادی از مردم سیبری و خاور دور روسیه، یعنی قوم خاکاس (тадар، تدار) است.

## تاریخ
موطن اصلی تاتارها در قرن پنجم شمال شرقی گوبی بوده است؛ ولی پس از مطیع شدن توسط ختن به جنوب مهاجرت کردند. بعد توسط خان مغول، گونش خان تحت کنترل درآمده است؛ و تحت رهبری باتو خان نوه گونش خان به سمت غرب منتقل شدند. در واقع آن‌ها از کوه‌های آلتای به دشت‌های روسیه امروزی منقل شده‌اند.
در اروپا تاتارها توسط مردم بومی یا خودشان با نامهای: ترک‌های قبچاقی، بلغارهای ولگا، آلان‌ها و کیماک‌ها شناخته می‌شوند.
. دربارة خاستگاه تاتارها گفته‌اند که ایشان نیز مانند ترکها (در ۵۴۵–۵۵۴) و در پی آنان، در نیمة دوم قرن ششم از ارتفاعات آلتای (بین چین و مغولستان، و سرزمینهای آسیای مرکزی) در جهت شرق و شمال شرق، به اِستپهای مغولستان، منچوری، شمال چین و نواحی جنوبیتر حاشیة جنوبی سیبری مرکزی سرازیر شدند و مانند بیشتر ترکها و مغولها، همواره ناگزیر بودند که شرایط بسیار سخت اقلیمی آسیای شمالی را تحمل، و کمبودهای ناشی از آن را با جنگ و غارتگری و کوچ‌نشینی جبران کنند. اوضاع نامطلوب اقتصادی حاکم بر آن سرزمینها، ایشان را مردمی مقاوم و جنگجویانی قابل بار آورد، اما موجب شد که از لحاظ فرهنگی و مدنی، از همسایگانشان در چین، هند و ممالک غرب آسیا بسیار عقب بمانند با اینهمه، کاربرد نام تاتار سابقه‌ای قدیمتر دارد. این نام اول بار به صورت «اوتوز تاتار» («سی ] قبیلة [تاتار») در سنگنوشتة کول تِگین، قدیمترین بخش سنگنوشته‌های اورخون متعلق به ۱۱۲/ ۷۳۰ (در دوران دومین حکومت ترکها، یعنی در دوران خاقانی اویغور) در ناحیة اورخون مغولستان به کار رفته و در آن، از شرکت «اوتوز تاتار»ها در مراسم سوکواری ایستمی خاقان، دومین و آخرین خاقانِ اولین دورة فرمانروایی ترکها (امپراتوری گُوک تُرک) یاد شده است، اما در سنگنوشته‌های بعدی اورخون، مانند سنگنوشتة شینه‌اوسو مربوط به ۱۲۶/ ۷۴۴ متعلق به بایان‌چُور خاقان، دومین فرمانروای اویغورها، فقط از «تُقوز تاتار» («نُه] قبیلة [ تاتار») و سرکوب شدن آنان به دست فرمانروایان اویغوری خبر داده شده است ؛ ازینرو، برخی از محققان چنین نتیجه گرفته‌اند که در آن روزگار (نیمة اول قرن دوم) نه قبیله از سی قبیلة (ابتدایی) تاتارها یک «واحد سیاسی» تشکیل داده بوده‌اند  و به عقیدة محققان، این تاتارها حدوداً در جنوب‌غربی دریاچة بایکال تا رود کرولِن در شمال‌شرقی مغولستان می‌زیسته‌اند
. در آغاز قرن ششم، اقوامی از تبار مَنْچوهای تونگوزی زبانِ ناحیة منچوری (در شمال‌غربی چین) موسوم به نوچن یا جرجن‌/ جورچن‌/ جورچیت ــ که «تاتارهای منچو» یا «تاتارهای نوچن» نیز خوانده شده‌اند به حکومت ترکانِ ختایی خاتمه دادند و با عنوان «سلسلة طلایی کین‌/ تسْین» تا ۶۳۱/ ۱۲۳۴ در شمال چین حکومت کردند چینیان در دوران حکومت این سلسله، بدون جدا کردن قبایل تاتار از مغول، همة همسایگان شمالی خود را «تاتار» می‌خوانده‌اند و آنان را به نسبت دورتر بودنشان از مرز چین و پایینتر بودن سطح فرهنگشان، به سه گروه تقسیم کرده بودند: تاتارهای سفید («آق‌تاتار») در پشت دیوار چین، که ظاهراً تمدنی شایان توجه داشته‌اند؛ تاتارهای سیاه («قره تاتار») که در نواحی جنوبی مغولستان به صورت نیمه‌وحشی می‌زیسته‌اند و چنگیزخان از آنان بوده است؛ و تاتارهای وحشی، که شکارچی بوده‌اند و در جنگلهای سیبری نواحی شمالی مغولستان می‌زیسته‌اند.
تاتارهای سیاه را می‌توان به سه گروه تقسیم کرد: تاتارهای (حوزة) اورخون، تاتارهای سیاه و تاتارهای (حوزة) بوئیرنور. منابع پس از چنگیزخان به گروه اخیر بسیار پرداخته‌اند. شاخه‌ای از تاتارهای بوئیرنور که «چُغان تاتار» (تاتارهای سفید) نامیده می‌شده‌اند، از تاتارهای سفید نواحی آلاشان جدا بوده و طبق طبقه‌بندی چینیها، جزو تاتارهای سیاه محسوب می‌شده‌اند. فرمانروایان سلسلة طلایی کین، که بمرور چینی شده بودند، برای مهار کردن اقوام صحرانورد آن سوی دیوار چین، آنان را به جان یکدیگر می‌انداختند؛ چنان‌که در پی کشته شدن قوتوله‌/ قوتیله‌/ خوتولا قاآن، آخرین فرمانروای خاقانی مغولها، به دست تاتارهای بوئیرنور در ۵۵۶/ ۱۱۶۱ و با به قدرت رسیدن تاتارها، حکومت کین در ۵۹۸/ ۱۲۰۲ چند قبیلة متحد مغولی را ــ که طغرل (بعدها وانگ‌/ اونگ‌خان)، رئیس قبیلة مسیحی کرائیت و تابع حکومت کین، فرماندهی ایشان را به عهده داشت ــ بر ضد تاتارها برانگیخت در همین سال، تِموچین (بعدها چنگیزخان) به خون‌خواهی پدرش، یسوکایْ بهادُر ــ که یکی از رؤسای خرده‌پای مغول و هم‌پیمان قدیمی طغرل بود و عده‌ای از تاتارها او را کشته بودند ــ و نیز به سبب آنکه خود را وارث فرمانروایی قوتوله‌قاآن می‌دانست، به عنوان متحد و تابعِ خان کرائیت، همة قبایل رقیب را در سرزمینهای مغولستان مقهور کرد و به‌ویژه از تاتارها انتقام سختی گرفت وی همچنین بقیة آنان را در واحدهای مختلف قومی ـ نظامی خود ــ که بمرور اقوام دیگری نیز به آنها می‌پیوستند ــ تقسیم کرد و تاتارها را «جلوداران» لشکر مغول گردانید و برخی از زنان ایشان را به همسری و برخی از کودکان آنان را به فرزندخواندگی برگزید. در نتیجه، عده‌ای از این تاتارها از همان ابتدا در دستگاه چنگیزخان و اخلافش، به مقامهای بالا رسیدند بدینسان، پس از آنکه چنگیزخان در ۶۰۲/۱۲۰۶ وحدت قبیله‌ای و قومی در مغولستان به وجود آورد، تاتارها نیز مانند دیگر اقوام ترک با مغولان درآمیختند.
پس از مرگ چنگیزخان در ۶۲۴/ ۱۲۲۷، امپراتوری مغول تجزیه شد و اخلاف وی، به ممالک غرب آسیا و سرزمینهای شرق اروپا تاختند و در متصرفات جدید ساکن شدند. از آن پس، در بیشتر منابع، همة مهاجمان تشکیل‌دهندة حکومتهای مستقل و نیمه‌مستقل مغولی، به‌ویژه در امپراتوری «اردوی زرّین *» در سرزمینهای روسیه، «تاتار» خوانده شده‌اند. روسها مردم اردوی زرّین را همواره تاتار نامیده‌اند؛ چه در زمانی که زبان رسمی ایشان هنوز مغولی بود (تا قرن هشتم و مقارن ظهور عثمانیان) و چه در زمانی که زبان امپراتوری به‌کلی ترکی شده بود. گفتنی است که تاتارهای اردوی زرّین بسیار زودتر از همرزمان مغول خود در ایران، اسلام آوردند. برکه‌خان نخستین خان تاتاری اردوی زرّین بود که مسلمان شد اما در ایران در دورة هولاکو، انتشار اسلام در بین ایلخانان کُندتر بود. اولین ایلخان مغول که به اسلام گروید، تگودار (۶۸۰–۶۸۳/ ۱۲۸۱–۱۲۸۴) بود که پس از او، بسیاری از پیروانش نیز اسلام آوردند
. در آسیای صغیر (ترکیه)، سلجوقیان آناطولی (سلاجقة روم) در ۶۴۰/ ۱۲۴۳، دست‌نشاندة ایلخانان شدند و اقوامی از آنان در آنجا سُکنا گزیدند و با بومیان ترک آناطولی درآمیختند و به دلایلی نامعلوم «قره‌تاتار» (تاتارهای سیاه) نامیده شدند، که ظاهراً ربطی به گروه «تاتارهای سیاه» در تقسیم‌بندی چینیان ندارد. آنان هم‌زمان با جهانگشایی تیمور، به صورت کوچ‌نشین، بین آماسیه و قیصریه به سر می‌برده‌اند و جمعیتشان بین سی تا چهل هزار خانوار بوده است. این قره‌تاتارها ــ که بمرور فرهنگ ترکمنی غالب در آن نواحی را کسب کردند ــ در ابتدای قرن نهم به امپراتوری عثمانی پیوستند. در پی پیروزی تیمور بر عثمانیان در ۸۰۲/ ۱۴۰۰، وی گروه‌هایی از قره‌تاتارهای آناطولی را به موطنشان در آسیای مرکزی (ماوراءالنهر) بازگرداند، اما برخی از ایشان پس از مرگ تیمور در ۸۰۷/ ۱۴۰۵، دوباره به آناطولی بازگشتند گفتنی است که برخی از قره‌تاتارهای یادشده، در ۸۲۲/ ۱۴۱۹ به نواحی بالکان کوچیدند و در غرب شهر فلبه (فیلیپو پولیس / پلوودیف امروزی) ساکن شدند. نام شهر تَتَر/ تاتارپازارجق در بلغارستان نیز از نام ایشان گرفته شده است. در آغاز قرن نهم‌/ پانزدهم، اردوی زرّین تجزیه شد و خاناتی از قبیل خانات قازان، آستاراخان و کریمه، شکل گرفتند که مردم همة آنها نیز، به‌ویژه از طرف روسها، همواره تاتار خوانده شده‌اند این تاتارها به زبان روسیِ رایج در روسیة سفید سخن می‌گفته‌اند. به گفتة بارتولد، بررسیهای تازه نشان می‌دهد که ترک‌زبانان آستاراخان نیز که به قبیلة نُوغای * منسوب بوده‌اند، «تاتار» خوانده شده‌اند.
در تاریخ روسیه، دوران سلطة مهاجمان چنگیزی به دوران «یوغِ تاتار» معروف است. در قرن دهم‌/ شانزدهم، روسها همة خانات آسیای مرکزی را مضمحل کردند، اما گرفتن کریمه از عثمانیان به طول انجامید. وارثان اردوی زرّین پس از پشت سر گذاشتن دوران امپراتوری روسیة تزاری، موفق شدند که در ۱۳۳۸/ ۱۹۲۰، کشور جمهوری خودمختار شورایی سوسیالیستی تاتارستان * را در قلمرو اتحاد جماهیر شوروی سابق تأسیس کنند، و بدینسان به واژه و نام تاتار، بُعد سیاسی و اجتماعی جدیدی بخشیدند

## شاخه‌ها
تاتارهای ولگا شاخه اصلی مردم تاتار هستند که تاتارهای قازان اکثریت آن‌ها را تشکیل می‌دهند.
دیگر طوایف بزرگ تاتار عبارتند از:
- تاتارهای کریمه در شبه‌جزیره کریمه در جنوب اوکراین زندگی می‌کنند. زبان آن‌ها با زبان تاتاری متفاوت است و به شاخه زبان‌های اوغوز تعلق دارد.
- تاتارهای آستراخان یا هشترخان که در اوبلاست آستراخان در شمال دریای خزر سکونت دارند. در دانشنامه بریتانیکا سال ۱۹۱۱ آمده است که: «تاتارهای آستراخان حدود ۱۰ هزار نفر جمعیت دارند و به همراه قالموق‌ها بازماندگان خانات پرقدرت آستراخان هستند. آن‌ها امروزه از طریق کشاورزی و باغ‌داری امرار معاش می‌کنند، اما حدود ۱۲ هزار نفر از تاتارهای کوندروفسک به زندگی عشایری نیاکان خود پایبندند».
- تاتارهای سیبری که در سه قسمت سیبری؛ یکی در نوار باریکی از توبولسک تا تومسک، یکی در کوه‌های آلتای و دیگری در جنوب ینی‌سئیسک زندگی می‌کنند. جمعیت آن‌ها در سرشماری سال ۲۰۰۲ بیش از ۴۰۰ هزار نفر بود که البته حدود ۳۰۰ هزار نفر از آن‌ها از تاتارهای ولگای مهاجر هستند.
- تاتارهای لیپکا که از قرن چهاردهم میلادی وارد دوک‌نشین لیتوانی شدند و در مناطقی ساکن شدند که امروزه بخشی از کشورهای لیتوانی، لهستان و بلاروس می‌باشد.

## مذهب
اکثریت تاتارها سنی هستند، و پیرو مکتب حنفی هستند؛ از سده ۱۶ تا ۱۸ میلادی شمار اندکی از آن‌ها به مسیحیت تغییر آیین دادند؛ ولی در اواخر سده ۱۹ و اوایل سده بیستم میلادی بسیاری از آنان مجدداً به دین اسلام بازگشتند. جمعیت تاتارهای مسیحی پیرو کلیسای ارتدوکس شرقی که به تاتارهای کریشن معروف هستند در سرشماری سال ۲۰۰۲ روسیه ۲۴٬۶۶۸ نفر بوده است.

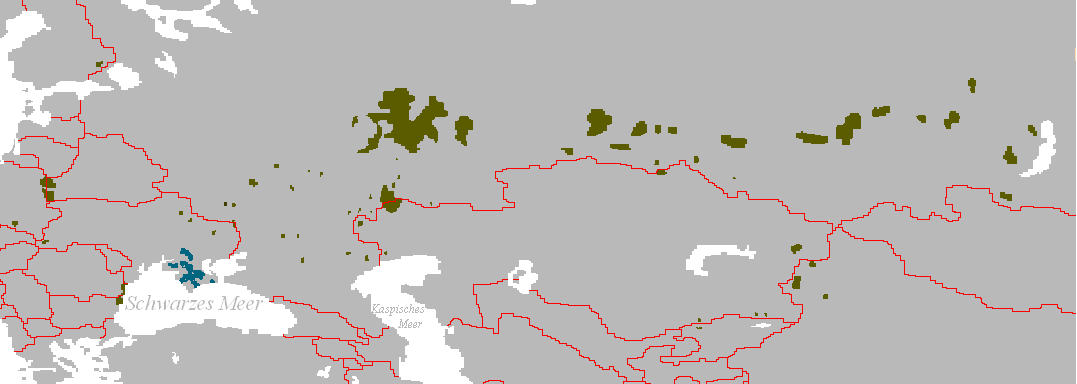
مناطق مسکونی تاتارها

## زبان
زبان تاتاری از گروه قبچاق، گروه فرعی قبچاق-بلغار از شاخه باختری خانواده زبان‌های ترکی است. زبان تاتاری در جمهوری تاتارستان زبان رسمی است و در مدارس تدریس می‌شود. اکثر مردم جمهوری به هر دو زبان تاتاری و روسی تسلط دارند. نزدیک‌ترین زبان به زبان تاتاری، زبان باشقیری است. تاتارهای کریمه به زبان تاتاری کریمه صحبت می‌کنند که زبان متفاوتی محسوب شده و به شاخه اغوز تعلق دارد.
جمعیت گویشوران زبان تاتاری در سرشماری سال ۲۰۰۲ روسیه حدود ۵ میلیون و ۳۵۰ هزار نفر اعلام شده و جمعیت آن‌ها در کل دنیا ۶ و نیم میلون نفر برآورد می‌شود. این زبان به دو الفبای سیریلیک و لاتین نوشته می‌شود. تاتارها از اقلیت‌های قومی کشور چین هم هستند و جمعیت آن‌ها ۴۸۹۰ نفر در سرشماری سال ۲۰۰۰ بوده است. برخی از آن‌ها به جای تاتاری به قزاقی صحبت می‌کنند. از زبان تاتاری فقط به صورت شفاهی استفاده می‌شود و برای نوشتار از قزاقی یا اویغوری استفاده می‌شود.
زبان تاتار دارای سه گویش می‌باشد:
1. گویش مرکزی: توسط تاتارهای ولگا تکلم می‌شود.
2. گویش باختری یا میشار: توسط تاتارهای خارج از جمهوری تاتارستان تکلم می‌شود.
3. گویش خاوری یا سیبریایی: که مورد استفاده تاتارهای باربارا، تومسک، توبول، اومسک و غیره است.

این گویش‌ها عمیقاً تحت تأثیر گویش تاتارهای ولگا است.